# Trichophthalma variolosa
Trichophthalma variolosa är en tvåvingeart som beskrevs av Robert W. Lichtwardt 1910. Trichophthalma variolosa ingår i släktet Trichophthalma och familjen Nemestrinidae. Inga underarter finns listade i Catalogue of Life.